# Cryptogramma anomophyllum
Cryptogramma anomophyllum là một loài thực vật có mạch trong họ Adiantaceae. Loài này được (Zenker) Fraser-Jenk. mô tả khoa học đầu tiên năm 2008.